# Thí nghiệm Fizeau

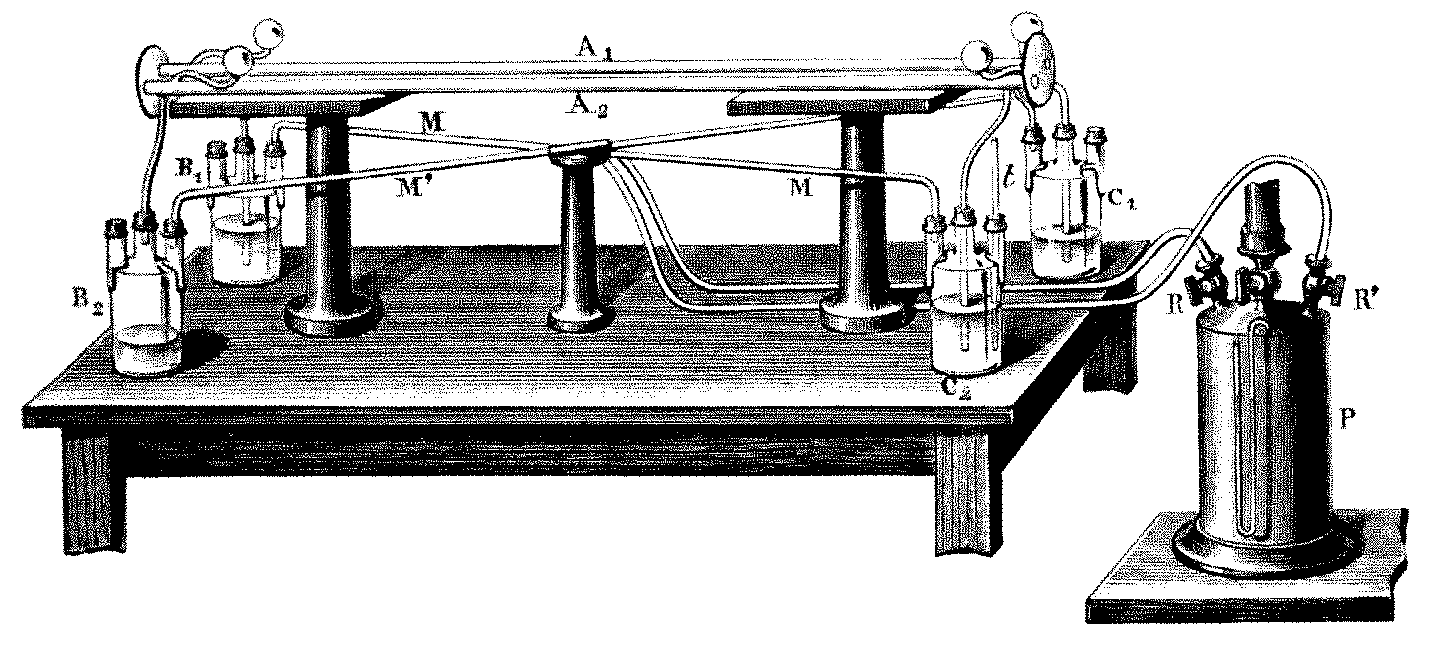
Dụng cụ được dùng trong thí nghiệm Fizeau

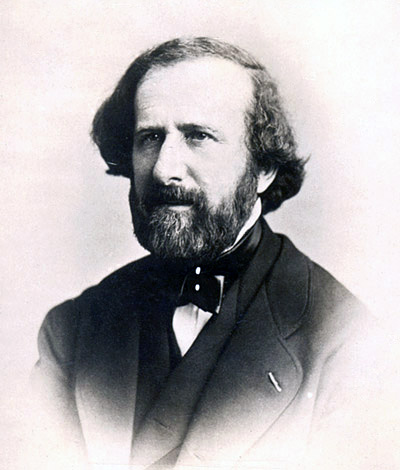
Hippolyte Fizeau

Thí nghiệm Fizeau được thực hiện bởi Hippolyte Fizeau vào năm 1851 để đo tốc độ tương đối của ánh sáng trong môi trường nước chuyển động. Fizeau đã sử dụng một giao thoa kế đặc biệt để đo ảnh hưởng của chuyển động của môi trường lên tốc độ ánh sáng.
Theo các lý thuyết phổ biến tại thời điểm thực hiện thí nghiệm này, ánh sáng khi di chuyển trong một môi trường sẽ có tốc độ, quan sát được bởi người đứng bên ngoài môi trường, bằng tổng của tốc độ của ánh sáng trong môi trường cộng với tốc độ của môi trường. Fizeau thực tế đã phát hiện ra rằng tốc độ của môi trường có ảnh hưởng đến tốc độ ánh sáng đo được, nhưng mức độ ảnh hưởng thấp hơn nhiều so với dự đoán của lý thuyết nêu trên. Kết quả của ông dường như ủng hộ cho giả thuyết kéo ête bán phần của Augustin-Jean Fresnel, một kết quả gây bất ngờ cho hầu hết các nhà vật lý vào thời điểm đó. Hơn nửa thế kỷ sau đó, vào năm 1905, một lời giải thích thỏa đáng cho kết quả đo của Fizeau đã được phát triển với thuyết tương đối hẹp của Albert Einstein. Einstein đã chỉ ra tầm quan trọng của thí nghiệm đối với thuyết tương đối hẹp, trong đó kết quả của Fizeau ứng với công thức cộng vận tốc của thuyết tương đối hẹp, trong giới hạn trong tốc độ của môi trường là nhỏ hơn nhiều tốc độ ánh sáng.
Mặc dù thí nghiệm này được gọi là "thí nghiệm Fizeau", Fizeau là một chuyên gia đã thực hiện rất nhiều các thí nghiệm khác nhau liên quan đến việc đo tốc độ ánh sáng trong các tình huống khác nhau. Thí nghiệm nổi tiếng khác của Fizeau là đo tốc độ ánh sáng trong không khí, sử dụng dụng cụ Fizeau–Foucault.

## Bố trí thí nghiệm

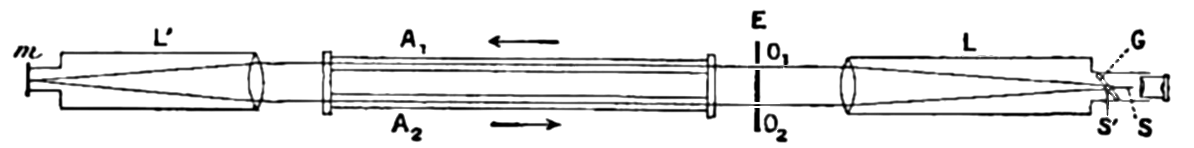
Bố trí của thí nghiệm Fizeau (1851)

Một tia sáng được phát ra từ một nguồn sáng S′ rồi được phản xạ bởi một gương bán mạ G và được chuẩn trực thành một chùm tia song song bởi thấu kính L. Sau khi đi qua hai khe O1 và O2, hai tia sáng được cho đi qua hai ống A1 và A2. Trong hai ống này có nước chảy theo hai chiều ngược nhau, được thể hiện bởi hai mũi tên trong hình bên trên. Các tia sáng sau đó phản xạ ở gương m được đặt ở mặt phẳng tiêu của thấu kính L′, để cho một tia luôn đi cùng chiều với dòng nước, và tia còn lại chuyển động ngược chiều với dòng nước. Sau khi đi qua rồi quay lại, tổng cộng hai lần xuyên qua hai ống nước, hai tia sáng gặp nhau ở điểm S, tại đó chúng giao thoa với nhau và tạo nên các vân giao thoa có thể được quan sát bởi một mắt kính quan sát được vẽ trên hình. Các vân giao thoa có thể được phân tích để xác định tốc độ ánh sáng đi trong từng ống.

## Giả thuyết kéo ête

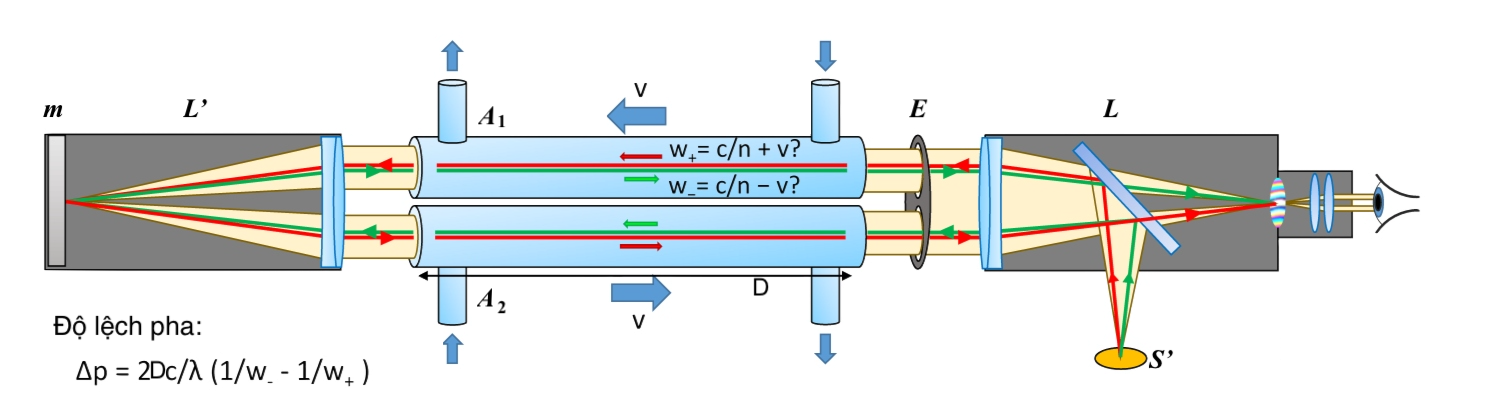
Đường đi của hai chùm tia sáng trong thí nghiệm Fizeau

Giả định nước chảy trong ống với tốc độ v. Theo giả thuyết kéo ête, tốc độ ánh sáng sẽ được quan sát thấy tăng lên khi đi theo cùng chiều chuyển động của nước, và giảm đi khi đi ngược chiều dòng nước. Tốc độ ánh sáng được quan sát bởi người đứng bên ngoài dòng nước, bằng tổng của tốc độ ánh sáng trong nước, cộng tốc độ của nước.
Gọi n là chiết suất của nước, và c/n là tốc độ ánh sáng trong nước đứng yên (c là tốc độ ánh sáng trong chân không), thì tốc độ ánh sáng đi cùng chiều với nước, theo giả thuyết kéo ête là
{\displaystyle w_{+}={\frac {c}{n}}+v\ ,}
và tốc độ ánh sáng đi ngược chiều với nước là
{\displaystyle w_{-}={\frac {c}{n}}-v\ .}
Vân giao thoa giữa hai chùm tia sáng bị dịch chuyển theo độ lệch pha giữa chúng, và do đó phụ thuộc vào chênh lệch tốc độ giữa hai chùm sáng. Việc đo đạc độ xê dịch của vân giao thoa, do đó, cho phép xác định tốc độ ánh sáng trong nước chuyển động.
Fizeau phát hiện ra rằng tốc độ ánh sáng đi cùng chiều với dòng nước, có liên hệ với v qua một công thức khác, khớp với kết quả thí nghiệm:
{\displaystyle w_{+}={\frac {c}{n}}+v\left(1-{\frac {1}{n^{2}}}\right)\ .}
Như vậy, tốc độ ánh sáng đo được bởi Fizeau có bị ảnh hưởng bởi tốc độ dòng nước (v) nhưng mức độ ảnh hưởng yếu hơn so với dự báo của giả thuyết kéo ête.

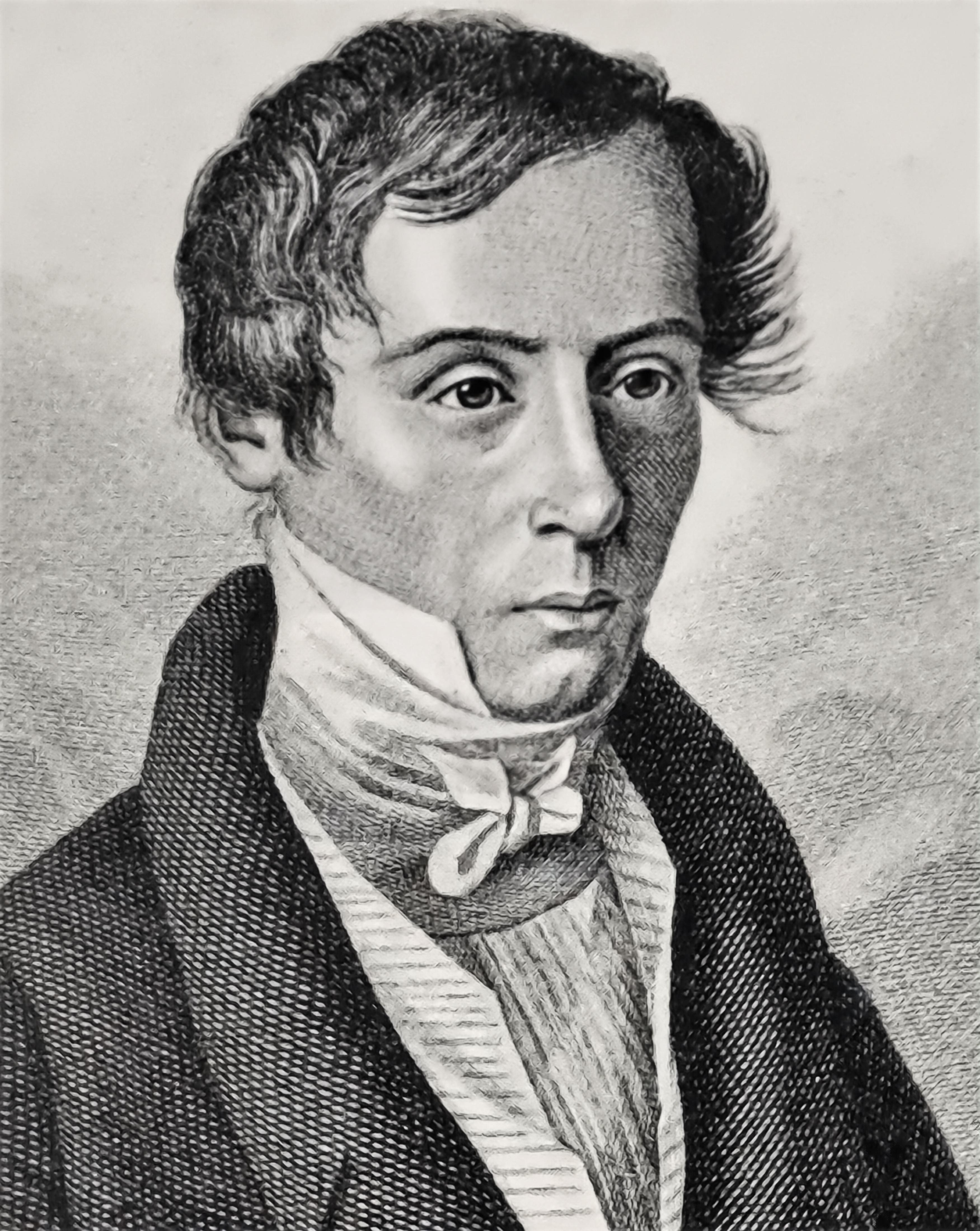
Augustin-Jean Fresnel

Kết quả này trùng với tiên đoán của một lý thuyết được phát triển bởi Augustin-Jean Fresnel (năm 1818) vốn để giải thích một thí nghiệm bởi Arago năm 1810. Fresnel đã đề xuất rằng một môi trường khi di chuyển với tốc độ v trong ête sẽ kéo ánh sáng di chuyển nhanh hơn, nhưng mức độ nhanh hơn này không bằng v, mà chỉ bằng v nhân với một hệ số, gọi là hệ số kéo, f được cho bởi công thức:
{\displaystyle f=\left(1-{\frac {1}{n^{2}}}\right)\ .}
Vì f nhỏ hơn 1, lý thuyết của Fresnel còn được gọi là giả thuyết kéo ête bán phần (không đạt toàn phần bằng 1).
Năm 1895 với lý thuyết ête do ông phát triển, Hendrik Lorentz bổ sung rằng, do hiệu ứng tán sắc ánh sáng, hệ số f được điều chỉnh thành::15–20
{\displaystyle f=\left(1-{\frac {1}{n^{2}}}-{\frac {\lambda }{n}}\!\cdot \!{\frac {\mathrm {d} n}{\mathrm {d} \lambda }}\right)\ .}
Khi thuyết tương đối hẹp ra đời, công thức của Fresnel, xác nhận bởi Fizeau, và công thức của Lorentz, đều là các hệ quả gần đúng của công thức cộng vận tốc tương đối tính khi v nhỏ hơn nhiều so với c.

## Thí nghiệm Hoek
Một kết quả thí nghiệm khác cũng gián tiếp xác nhận hệ số kéo của Fresnel đã được thực hiện bởi Martin Hoek vào năm 1868. Dụng cụ của Hoek cũng tương tự như của Fizeau, tuy nhiên một ống có chùm ánh sáng đi xuyên qua chứa nước đứng yên, và ống còn lại, dành cho đường đi của chùm sáng thứ hai, chứa không khí. Đối với ête giả định, Trái Đất, và do đó ống nước trong dụng cụ của Hooke, chuyển động. Đứng trong Trái Đất, ête được cho là chuyển động xuyên qua như một luồng "gió" ête, với tốc độ v. Thời gian mà ánh sáng đi qua hai ống, theo tính toán bởi Hoek từ giả thuyết kéo ête là:
{\displaystyle t_{1}={\frac {AB}{c+v}}+{\frac {DE}{{\frac {c}{n}}-v}}\ ,}
{\displaystyle t_{2}={\frac {AB}{c-v}}+{\frac {DE}{{\frac {c}{n}}+v}}\ .}

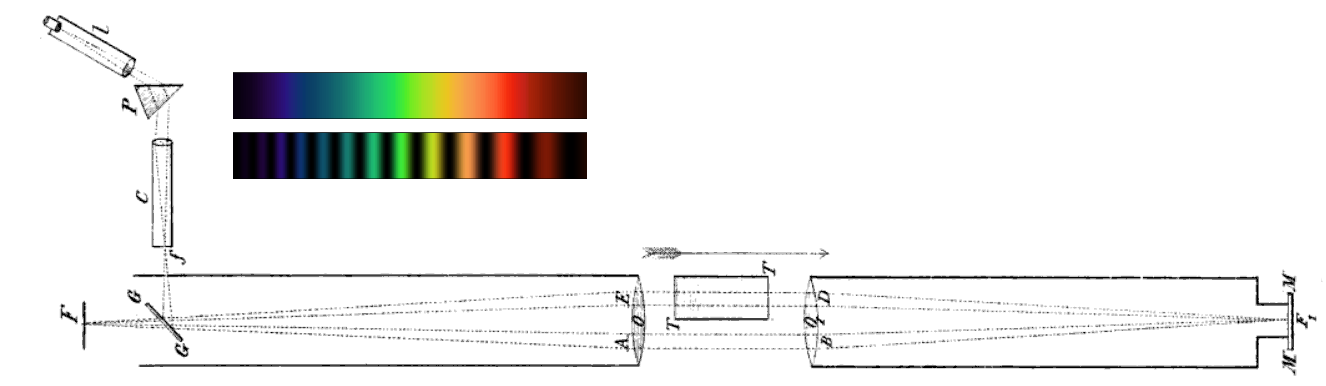
Hoek đã kỳ vọng rằng phổ quan sát được sẽ liên tục khi dụng cụ được đặt vuông góc với chiều chuyển động của Trái Đất trong ête, và sẽ có những dải phổ sáng và tối xen kẽ khi dụng cụ được đặt song song với chiều chuyển động của Trái Đất trong ête. Thực tế kết quả thí nghiệm cho thấy phổ luôn liên tục trong mọi hướng xoay của dụng cụ.

Do thời gian đi qua hai ống là khác nhau, vân giao thoa sẽ bị dịch chuyển một cách tương ứng. Tuy nhiên, nếu áp dụng giả thuyết kéo ête bán phần của Fresnel, sự khác biệt biến mất (khi v/c rất nhỏ so với 1). Sử dụng nhiều bố trí thí nghiệm khác nhau, Hoek đều ghi nhận được kết quả ủng hộ cho hệ số kéo của Fresnel. Một thí nghiệm tương tự, cũng cho kết quả tương tự là thí nghiệm Hammar. Thí nghiệm Hammar loại trừ cái được cho là làm "che chắn" ảnh hưởng của "gió" ête lên dụng cụ.
Trong bố trí thí nghiệm được thể hiện ở trên hình, Hoek dùng lăng kính P để làm tán sắc ánh sáng phát ra từ một khe thành một dải phổ. Dải ánh sáng này sau được chuẩn trực hóa bởi chuẩn trực kế C trước khi đi vào dụng cụ. Khi dụng cụ nằm song song với luồng "gió" ête giả định, Hoek kỳ vọng ánh sáng đi trên một đường sẽ chậm hơn đường kia và quãng đường lệch nhau khi gặp ở điểm giao thoa là 7/600 mm. Với ánh sáng đơn sắc (ở một màu nhất định) mà quãng đường này bằng một số nguyên lần bước sóng, giao thoa cộng hưởng sẽ xảy ra; và với ánh sáng đơn sắc mà quãng đường này bằng một số nguyên cộng với nửa nguyên lần bước sóng, giao thoa triệt tiêu sẽ xảy ra. Khi dụng cụ nằm vuông góc với luồng "gió" ête giả định, dải phổ sẽ quan sát được sẽ liên tục vì không có chênh lệch quang trình. Thực tế kết quả đo được của Hoek cho thấy dải phổ quan sát thấy luôn luôn liên tục, với mọi tư thế của dụng cụ.

## Thực hiện lại

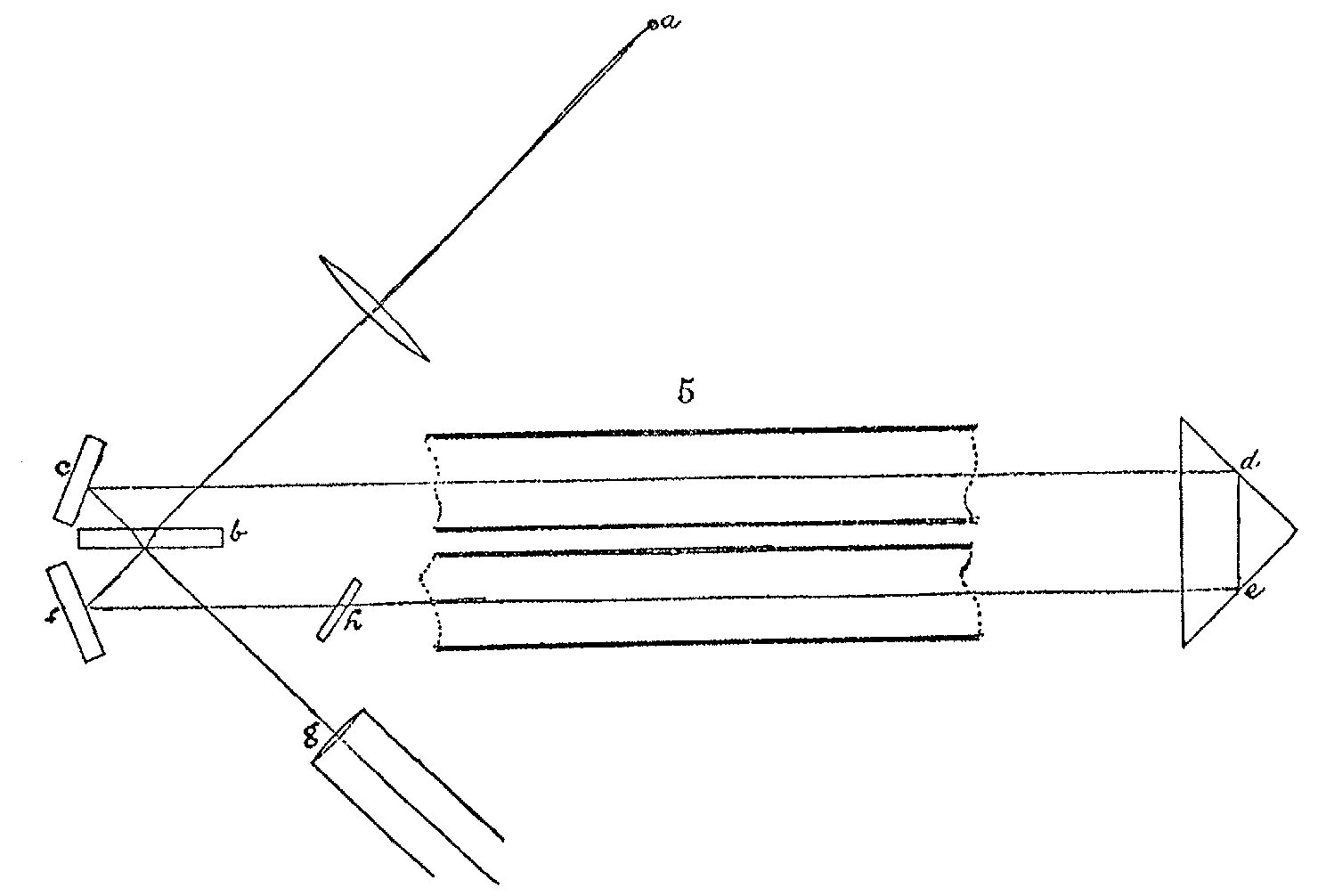
Thí nghiệm Fizeau được cải tiến bởi Michelson và Morley năm 1886. Chùm sáng chuẩn trực từ nguồn a đi qua gương bán mạ b và bị phân làm hai luồng: một luồng đi theo đường b c d e f b g và luồng còn lại đi theo đường b f e d c b g.

Albert A. Michelson và Edward W. Morley, vào năm 1886, đã thực hiện lại thí nghiệm Fizeau với độ chính xác cao hơn, giải quyết được một số hạn chế của thí nghiệm ban đầu bởi Fizeau: 
1. sự biến dạng của các thiết bị quang học trong dụng cụ của Fizeau có thể gây ra các dịch chuyển vân ánh sáng không tương ứng với chênh lệch tốc độ của ánh sáng trong hai ống nước;
2. quan sát được thực hiện trong thời gian ngắn, vì áp lực nước chảy qua các ống không được duy trì lâu;
3. có các dòng chảy tầng trong các ống có đường kính nhỏ, do đó chỉ phần trung tâm nhỏ bé của ống được sử dụng để truyền dẫn ánh sáng, khiến cho vân giao thoa thu được có độ sáng rất yếu;
4. có sai số đáng kể trong việc xác định tốc độ nước chảy trong ống, cũng do dòng chảy tầng.

Michelson thiết kế lại dụng cụ của Fizeau, dùng các ống nước có đường kính lớn hơn, và bồn dự trữ nước lớn hơn có khả năng tạo ra dòng chảy có tốc độ ổn định trong khoảng thời gian cỡ ba phút. Giao thoa kế chung đường của ông giúp tự động bù trừ lại các sai lệch do biến dạng của dụng cụ. Đây là loại giao thoa kế Sagnac với một số chẵn các lần phản xạ trên quang trình. Nó tạo ra các vân giao thoa rất ổn định, không bị ảnh hưởng đáng kể bởi biến dạng hoặc di chuyển nhỏ của các thiết bị quang học. Tâm của các vân giao thoa thậm chí không bị di chuyển khi đặt thêm một miếng kính trong suốt ở h hoặc đưa một que diêm đang cháy vào đường đi của ánh sáng. Với dụng cụ này, Michelson và Morley đã xác nhận được hoàn toàn kết quả của Fizeau.
Năm 1910, Franz Harress dùng dụng cụ của Fizeau nhưng cho nó quay, và cũng xác nhận hệ số kéo đề xuất bởi Fresnel. Tuy nhiên, ông cũng đã phát hiện các "sai số hệ thống" trong kết quả thí nghiệm, sau này được biết đến là hệ quả của hiệu ứng Sagnac.
Những thí nghiệm khác được thực hiện bởi Pieter Zeeman năm 1914–1915. Sử dụng một phiên bản lớn hơn của dụng cụ của Michelson, với các ống nước được nối trực tiếp đến đường ống dẫn nước của thành phố Amsterdam, Zeeman đã có thể thực hiện đo đạc trong thời gian dài, dùng ánh sáng đơn sắc, từ bước sóng 4358 Å (tím) đến 6870 Å (đỏ) để xác nhận công thức hệ số kéo có bổ sung hiệu ứng tán sắc của Lorentz..
Sau này, rất nhiều thí nghiệm khác đã được thực hiện để đo hệ số kéo, thường có thêm hiệu ứng Sagnac. Ví dụ như các thí nghiệm dùng laser vòng cùng với các đĩa quay, hoặc trong các thí nghiệm với giao thoa kế neutron. Hệ số kéo vuông góc cũng đã được đo đạc: môi trường chuyển động vuông góc với phương của ánh sáng cũng làm thay đổi tốc độ ánh sáng.

## Tranh luận
Mặc dù công thức tính hệ số kéo của Fresnel đã phù hợp với kết quả thí nghiệm của Fizeau, nhiều chuyên gia trong lĩnh vực, bao gồm cả bản thân Fizeau (1851), Éleuthère Mascart (1872), Ketteler (1873), Wilhelm Veltmann (1873), và Hendrik Lorentz (trong thuyết ête Lorentz năm 1886) đều coi giả thuyết kéo ête bán phần của Fresnel thiếu nền tảng lý thuyết vững chắc. Ví dụ, Veltmann (1870) chứng tỏ rằng công thức của Fresnel sẽ dẫn đến hệ quả là ête sẽ có hệ số kéo khác nhau có các bước sóng khác nhau, vì chiết suất phụ thuộc bước sóng ánh sáng; Mascart (1872) chứng minh kết quả tương tự cho ánh sáng phân cực đi qua môi trường lưỡng chiết.
Sự không hài lòng của Fizeau với lý thuyết của Fresnel được thể hiện ở lời kết của báo cáo của ông về thí nghiệm:

Sự thành công của thí nghiệm khiến ta phải chấp nhận giả thuyết của Fresnel, hoặc ít nhất định luật ông ta đã tìm thấy để thể hiện sự tác động vào tốc độ ánh sáng bởi chuyển động của môi trường; dù rằng định luật này là bằng chứng mạnh ủng hộ giả thuyết đã nêu vì nó là hệ quả duy nhất của giả thuyết đó, có lẽ các khái niệm mà Fresnel đã đưa ra có vẻ quá khác thường, và khó chấp nhận được, đến nỗi các cách chứng minh khác và một nghiên cứu sâu sắc hơn để giải thích cho định luật này vẫn là cần thiết trước khi chấp nhận nó là chuẩn xác.

Dù cho hầu hết các nhà vật lý đều không hài lòng với giả thuyết kéo ête bán phần của Fresnel, việc thực hiện lại và cải tiến thí nghiệm Fizeau bởi những người khác đều xác nhận kết quả của Fizeau đến độ chính xác cao.
Những vấn đề lớn khác với giả thuyết kéo ête bán phần đã được phát hiện bởi thí nghiệm Michelson–Morley (1887). Theo lý thuyết của Fresnel, môi trường ête là gần đứng yên, và thí nghiệm Michelson–Morley được thiết kế để xác nhận điều này. Tuy nhiên, thí nghiệm Michelson–Morley đã không cho ra được kết quả kỳ vọng. Theo quan điểm về mô hình ête vào thời điểm đó, các kết quả thí nghiệm gây ra mâu thuẫn. Một mặt, hiện tượng quang sai, thí nghiệm Fizeau và các thực hiện lại bởi Michelson và Morley năm 1886 có vẻ phù hợp với tiên đoán của giả thuyết kéo ête bán phần. Mặt khác, thí nghiệm Michelson–Morley năm 1887 dường như cho thấy ête chuyển động cùng với Trái Đất, ủng hộ cho giả thuyết kéo ête toàn phần. Sự thành công của giả thuyết của Fresnel trong việc giải thích kết quả của thí nghiệm Fizeau, do đó, đã dẫn đến một khủng hoảng lý thuyết vật lý, kéo dài cho đến khi thuyết tương đối hẹp ra đời.

## Lý thuyết ête Lorentz
Năm 1892, Hendrik Lorentz đã đề xuất điều chỉnh lại mô hình của Fresnel, trong đó ête là đứng yên hoàn toàn. Ông đã thành công trong việc suy ra công thức hệ số kéo của Fresnel, như là hệ quả của tương tác giữa nước chuyển động với một ête không kéo.:25–30 Ông cũng đã khám phá ra rằng việc chuyển từ hệ tọa độ này sang hệ tọa độ khác có thể được đơn giản hóa bằng cách sử dụng một biến phụ trợ gọi là thời gian địa phương (t') liên hệ với thời gian bình thường (t) qua công thức:
{\displaystyle t^{\prime }=t-{\frac {v}{c^{2}}}\ .}
Năm 1895, Lorentz giải thích hệ số kéo của Fresnel một cách tổng quát hơn, dựa vào khái niệm thời gian địa phương. Tuy nhiên, lý thuyết của Lorentz có vấn đề cơ bản giống như giả thuyết của Fresnel: ête đứng yên mâu thuẫn với thí nghiệm Michelson–Morley. Do đó, vào năm 1892, Lorentz đề xuất rằng vật thể chuyển động co ngắn lại theo phương chuyển động (còn gọi là giả thuyết co ngắn FitzGerald-Lorentz, do George FitzGerald cũng đã dẫn đến kết luận về sự co ngắn của chiều dài vào năm 1889). Các phương trình được sử dụng để mô tả hiệu ứng này được tiếp tục phát triển bởi Lorentz cho đến năm 1904. Ngày nay, chúng được gọi là các biến đổi Lorentz để ghi công ông, và giống hệt với các phương trình mà Albert Einstein sau đó sử dụng để tìm ra các nguyên lý của thuyết tương đối hẹp. Tuy vậy, không giống với các phương trình của Einstein, biến đổi Lorentz được đưa ra không dựa trên nền tảng lý thuyết nào; lý do duy nhất chúng được đề nghị là vì chúng có vẻ giúp dẫn đến các kết quả phù hợp với thực nghiệm.:27–30

## Trong thuyết tương đối hẹp

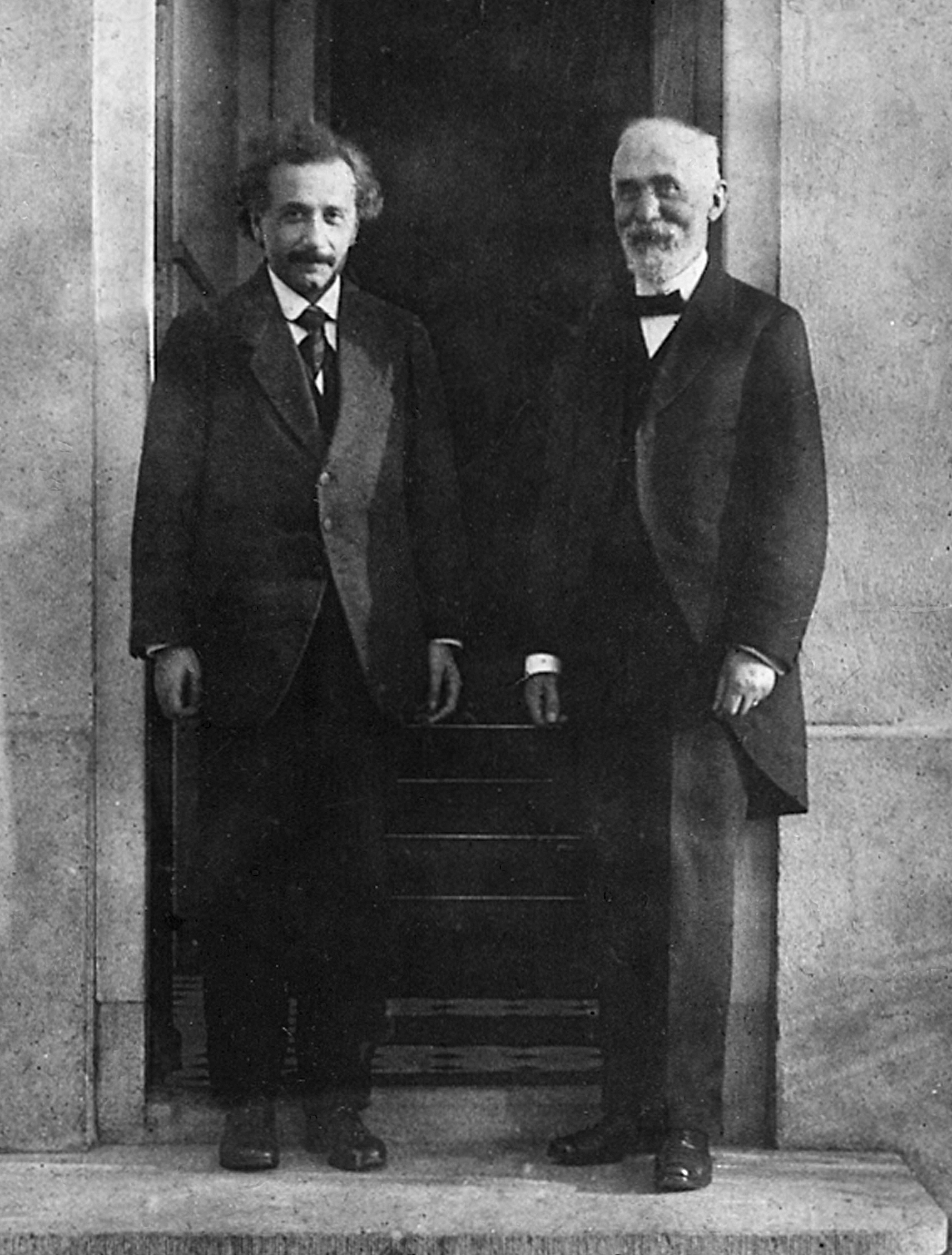
Albert Einstein (trái) và Hendrik Antoon Lorentz (phải), trong ảnh chụp năm 1921

Einstein đã cho thấy các phương trình của Lorentz có thể được suy ra từ những tiên đề đơn giản của thuyết tương đối hẹp. Einstein cũng nhận ra khái niệm ête đứng yên không có vai trò gì trong thuyết tương đối hẹp, và biến đổi Lorentz chỉ liên quan đến bản chất tự nhiên của không gian và thời gian. Cùng với bài toán nam châm và dây dẫn chuyển động, các kết quả thí nghiệm âm tính với giả thuyết kéo ête và hiện tượng quang sai, thí nghiệm Fizeau là một kết quả thực nghiệm quan trọng giúp Einstein hình thành nên thuyết tương đối. Robert S. Shankland đã mô tả về những cuộc nói chuyện với Einstein, trong đó Einstein nhấn mạnh tầm quan trọng của thí nghiệm Fizeau:
Ông tiếp tục nói các kết quả thí nghiệm ảnh hưởng nhiều nhất đến ông là hiện tượng quang sai và thí nghiệm Fizeau đo tốc độ ánh sáng trong nước chuyển động. "Chúng là đủ," ông đã nói.

Max von Laue (1907) đã cho thấy hệ số kéo của Fresnel có thể được suy ra dễ dàng từ công thức tương đối tính để cộng vận tốc, cụ thể:
Tốc độ ánh sáng trong nước đứng yên là c/n.
Từ công thức cộng vận tốc tương đối tính, vận tốc ánh sáng đo trong phòng thí nghiệm, trong đó nước chảy với vận tốc v (cùng chiều với ánh sáng) là
{\displaystyle V_{\mathrm {lab} }={\frac {{\frac {c}{n}}+v}{1+{\frac {{\frac {c}{n}}v}{c^{2}}}}}={\frac {{\frac {c}{n}}+v}{1+{\frac {v}{cn}}}}\ .}
Như vậy chênh lệch vận tốc (coi v là rất nhỏ so với c, để bỏ qua các thành phần bậc cao)
{\displaystyle V_{\mathrm {lab} }-{\frac {c}{n}}={\frac {{\frac {c}{n}}+v}{1+{\frac {v}{cn}}}}-{\frac {c}{n}}={\frac {{\frac {c}{n}}+v-{\frac {c}{n}}(1+{\frac {v}{cn}})}{1+{\frac {v}{cn}}}}} {\displaystyle ={\frac {v\left(1-{\frac {1}{n^{2}}}\right)}{1+{\frac {v}{cn}}}}\approx v\left(1-{\frac {1}{n^{2}}}\right)\ .}
Công thức này chính xác khi v/c ≪ 1, và phù hợp với công thức đã được xác nhận bởi kết quả đo của Fizeau, trong thí nghiệm thỏa mãn điều kiện v/c ≪ 1.
Thí nghiệm Fizeau, do đó, là bằng chứng khẳng định sự chính xác của công thức cộng vận tốc của Einstein trong những chuyển động dọc theo một đường thẳng.